# フランク・チキンズ
フランク・チキンズ (Frank Chickens)は、イギリス・ロンドンにてカズコ・ホーキら在英日本人を中心に結成されたグループ。

## 略歴
1982年に結成。1983年にシングル「We Are Ninja / Fujiyama Mama」が、NME誌のインディペンデント・チャートにて9位を記録。同年6月、ザ・スミスのツアーにフロントアクトとして同行した。1984年にリリースしたシングル「Blue Canary」は、DJジョン・ピールのBBC Radio 1 ShowにおけるFestive 50sで年間ランキング42位を記録した。1989年、英国テレビ局チャンネル4の番組「カズコズ・カラオケ・クラブ」で司会を担当した。1993年、英国芸術庁の後援で英国ツアーを行った。1994年、グラストンベリー・フェスティバルに出演。2010年8月、エジンバラ・コメディ・アワードを受賞。

## その他
ザ・フォールのマーク・E・スミスは、NMEのインタビューで、「『We Are Frank Chickens』は、一番気に入っているアルバムだ」とコメントした。

## ディスコグラフィ

### アルバム
- We Are Frank Chickens (1984年)
- Get Chickenized (1987年)
- The Best of Frank Chickens (1987年)
- Club Monkey (1988年)
- Pretty Frank Chickens (1992年)
- The 90 Days(1992年)
- UnderFloor World (1994年)

### シングル
- We Are Ninja / Fujiyama Mama (1983年)
- We Are Ninja (Not Geisha) (1984年)
- Blue Canary / China Night(1984年)
- Yellow Toast (1987年)
- Do the Karaoke / Jackie Chan (1989年)
- Annabella / Different (1996年)
- We Are Ninja Remix (2000年)

## 出演番組
- 「90日間トテナム・パブ」　カズコ役（カズコ・ホーキ）、チカ・ミカ（フランク・チキンズ役）